# Fred Rodriguez
Fred Rodriguez (3 september 1973) is een voormalig wielrenner uit de Verenigde Staten. Zijn specialiteit is sprinten, maar daarnaast kan hij ook goed uit de voeten in de voorjaarsklassiekers. Hij werd in 2000, 2001 , 2004 en 2013 Amerikaans kampioen in de wegwedstrijd. In 2004 won hij een massasprint in de Ronde van Italië.
Naast wielrennen heeft Rodriguez zijn eigen koffiemerk genaamd Fast Freddy.

## Overwinningen
1991
- Amerikaans kampioen op de weg, Junioren

1995
- First Union Invitational

1996
- Eindklassement International Cycling Classic

1997
- Achtste etappe Ronde van Nedersaksen

1998
- 3e etappe deel B Ronde van Nedersaksen
- 2e etappe Ronde van Langkawi
- 5e etappe Ronde van Langkawi

1999
- Schaal Sels
- 1e etappe Deel B Ronde van Langkawi
- 7e etappe Tour Trans Canada

2000
- Nationaal kampioenschap Verenigde Staten op de weg, Elite
- First Union Classic
- 2e etappe Ronde van Zwitserland
- 5e etappe Vierdaagse van Duinkerke
- 7e etappe Ronde van Nedersaksen
- 10e etappe Ronde van Nedersaksen
- 3e etappe Uniqua Classic

2001
- First Union USPRO Championships
- 1e etappe Ronde van Luxemburg
- Sprintklassement Ronde van Luxemburg
- Nationaal kampioenschap Verenigde Staten op de weg, Elite
- Philadelphia International Championship

2003
- 3e etappe Ronde van Georgia
- 4e etappe Ronde van Georgia
- 2e etappe Ronde van Rhodos

2004
- 9e etappe Ronde van Italië
- Wachovia Classic
- Nationaal kampioenschap Verenigde Staten op de weg, Elite

2005
- 1e etappe GP Internacional Costa Azul
- West L.A. College GP

2006
- 4e etappe Ronde van Georgia

2007
- 6e etappe Ronde van Georgia
- 1e etappe Ronde van Elk Grove

2013
- Nationaal kampioenschap Verenigde Staten op de weg, Elite

## Resultaten in voornaamste wedstrijden
| Jaar | Ronde van Italië | Ronde van Frankrijk | Ronde van Spanje |
| ---- | ---------------- | ------------------- | ---------------- |
| 1999 |                  |                     |                  |
| 2000 |                  | 86e                 |                  |
| 2001 |                  | opgave              |                  |
| 2002 |                  | buiten tijd         |                  |
| 2003 |                  | opgave              | 116e             |
| 2004 | 99e (1)          |                     |                  |
| 2005 |                  | 132e                |                  |
| 2006 |                  | opgave              | 109e             |
| 2007 |                  | opgave              |                  |

| Jaar | Milaan-San Remo | Gent-Wevelgem | Ronde van Vlaanderen | Parijs-Roubaix | Amstel Gold Race | Bretagne Classic | Parijs-Tours | E3 Harelbeke |  | WK op de weg |  | Wereldranglijsten |
| ---- | --------------- | ------------- | -------------------- | -------------- | ---------------- | ---------------- | ------------ | ------------ |  | ------------ |  | ----------------- |
| 1999 |                 |               |                      |                |                  |                  | 36e          |              |  |              |  |                   |
| 2000 |                 |               |                      |                |                  |                  |              |              |  |              |  |                   |
| 2001 | 110e            |               |                      |                | 36e              |                  |              |              |  |              |  |                   |
| 2002 | ↑               | Zilver        | 17e                  | 27e            | 36e              | 5e               |              | 9e           |  | 23e          |  | 17e (UWB)         |
| 2003 | 135e            |               |                      |                | 82e              |                  | 9e           |              |  | 18e          |  |                   |
| 2004 |                 |               |                      |                |                  |                  |              |              |  |              |  |                   |
| 2005 | 49e             |               |                      |                |                  | 83e              |              |              |  | 59e          |  | 180e (UPT)        |
| 2006 |                 |               |                      |                |                  |                  |              |              |  | 15e          |  |                   |
| 2007 |                 | 125e          |                      |                |                  |                  |              |              |  |              |  | 222e (UPT)        |